# Meiji-mura

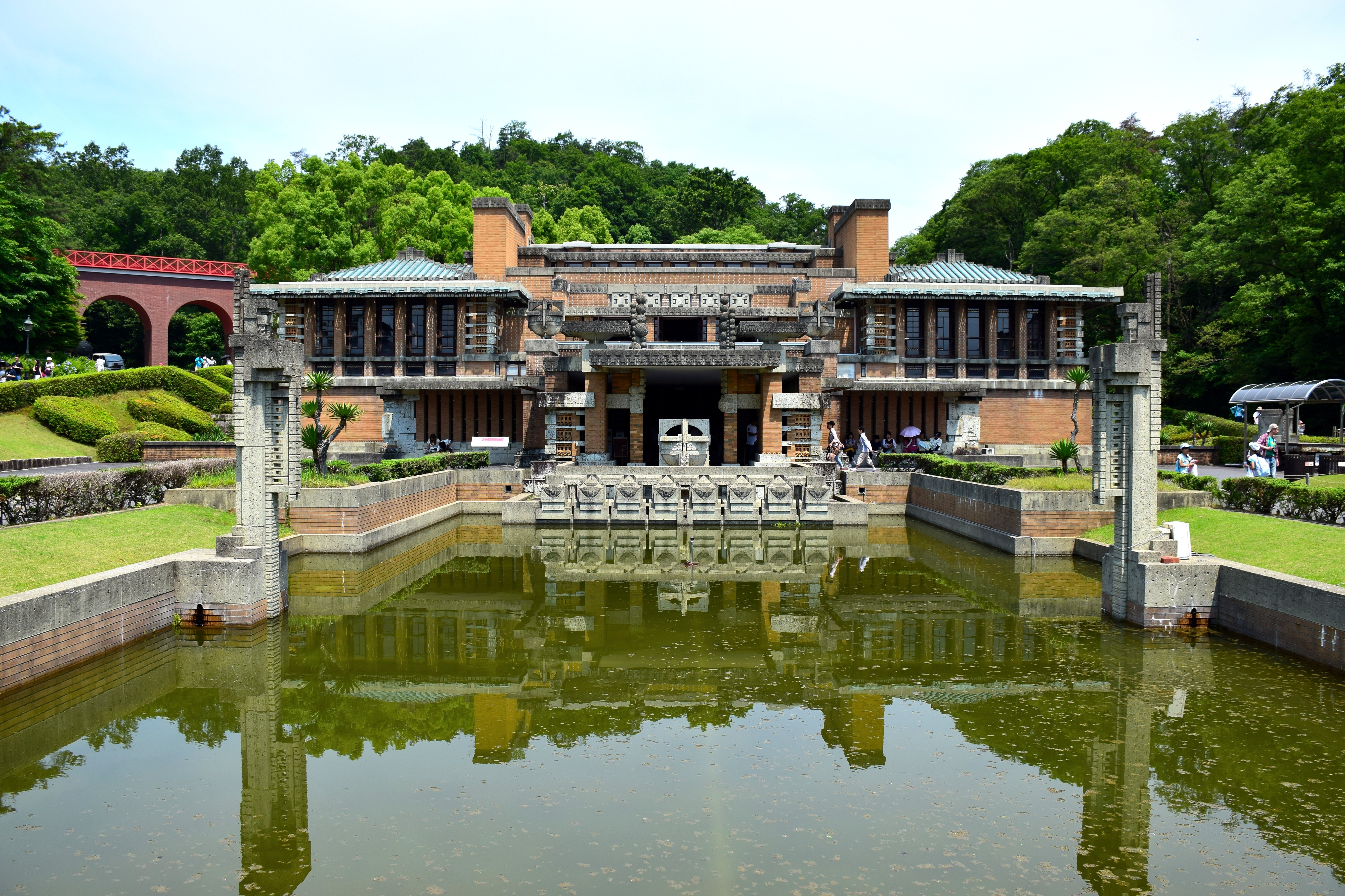
Le Meiji-mura à Inuyama conserve l'entrée principale de l'ancien Hôtel impérial conçu par Frank Lloyd Wright.

Le Meiji-mura (博物館明治村, Hakubutsukan Meiji-mura, littéralement : musée du « village Meiji ») est un musée/parc à thème architectural en plein air situé à Inuyama, près de Nagoya dans la préfecture d'Aichi au Japon. Ouvert le 18 mars 1965, le musée préserve des bâtiments historiques des ères Meiji (1867-1912), Taisho (1912-1926) et début Shōwa (1926-1989) du Japon. Plus de 60 bâtiments historiques ont été déplacés et reconstruits sur 1 km2 de collines à côté du lac Iruka. Le bâtiment le plus remarquable est l'entrée principale et le hall reconstruit de l'Hôtel impérial de Frank Lloyd Wright qui, à l'origine, se trouvait à Tokyo de 1923 à 1967, lorsque le bâtiment principal a été démoli pour faire place à une nouvelle version agrandie de l'hôtel.

## Contexte

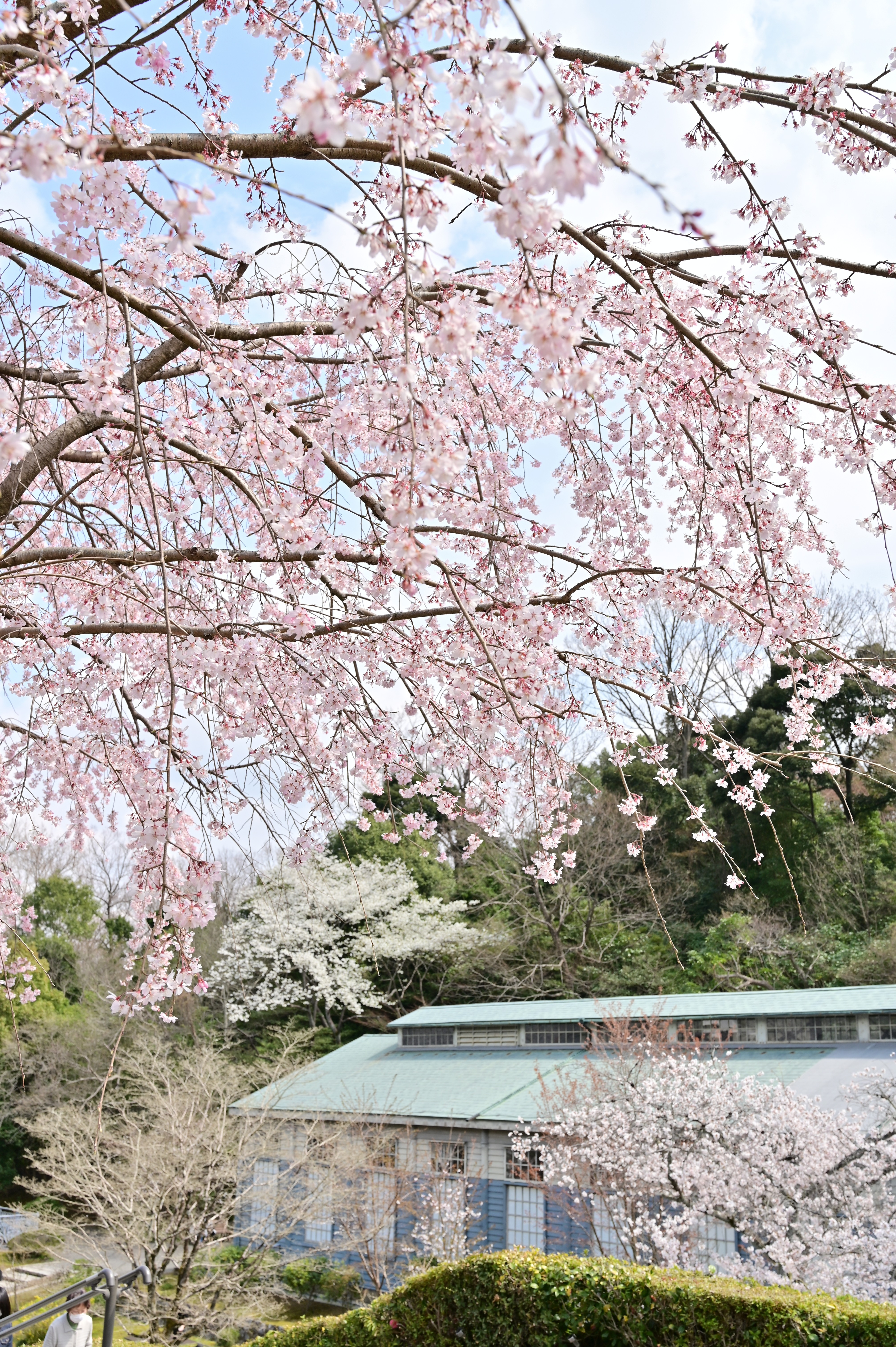
Environ 1000 fleurs de cerisier fleurissent dans le village au printemps (Usine de Shimbashi du Bureau des chemins de fer)

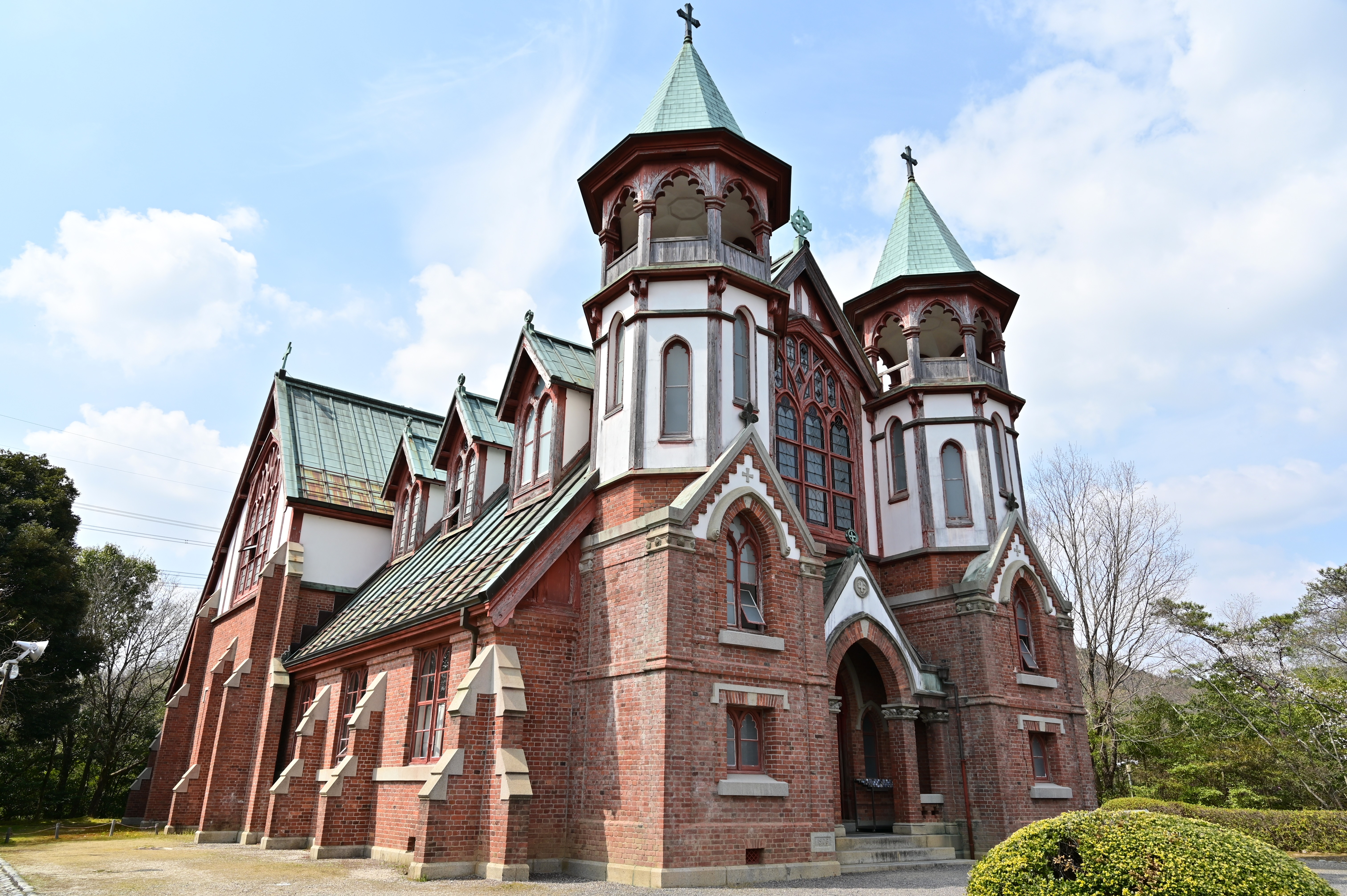
Église Saint John de Kyoto.

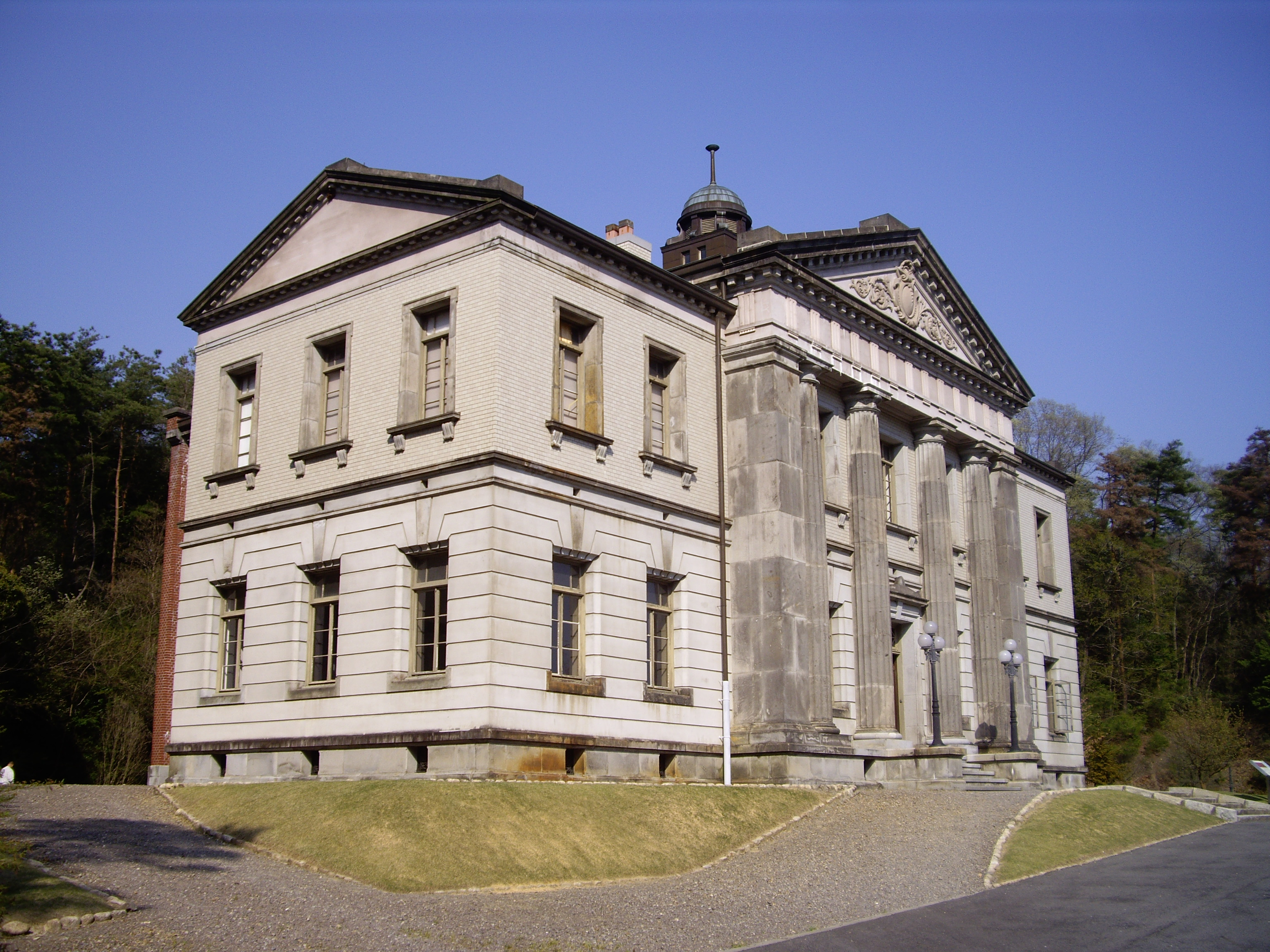
Bibliothèque du palais impérial de Tokyo.

L'ère Meiji est une période de changements rapides au Japon. Après des siècles d'isolement, le Japon commence à incorporer des idées de l'Occident, y compris les styles et les techniques de construction. L'objectif du Meiji-mura est de préserver ces premiers exemples historiques de l'architecture occidentale mêlée de techniques et de matériaux de construction japonais. Incidemment, de nombreux bâtiments ont été sauvés de la démolition pendant la période d'après-guerre, autre période de transition et de rapides progrès dans l'histoire du Japon.
Par ailleurs, des bâtiments remarquables d'importance historique ou culturelle, y compris ceux des époques ultérieures sont préservés, y compris quelques bâtiments de style japonais. Neuf des bâtiments sont désignés biens culturels importants et presque tout le reste est enregistré comme biens culturels matériels. Le musée comprend des bâtiments de Hawaï et de Seattle aux États-Unis ainsi que du Brésil. Une locomotive à vapeur et une voiture avec des navettes et calèches tirées par des chevaux, assurent le transport dans l'enceinte. Un bureau de poste historique opérationnel figure parmi les 67 bâtiments (en 2005). Bien que certains bâtiments sont un peu vides, d'autres possèdent des écrans montrant l'histoire du bâtiment et de la période, des meubles d'époque et autres expositions.
L'ancien Hôtel impérial est déplacé de Tokyo entre 1967 et 1985. Bien que ne subsistent que l'entrée et le hall principal, c'est la plus grande structure du Meiji-mura.
Parmi les autres bâtiments conservés au Meiji-mura figurent la maison d'été de Lafcadio Hearn à Shizuoka (1868) et la cathédrale Saint-François-Xavier de Kyoto (1890). L'ancienne cathédrale est disponible à la location pour les mariages.

## Histoire
La création du Meiji-mura est due à Yoshirō Taniguchi (谷口 吉郎, Taniguchi Yoshirō, 1904-1979), un architecte, et Motoo Tsuchikawa (土川 元夫, Tsuchikawa Motoo, 1903-1974), alors vice-président et plus tard président de Nagoya Railroad. Alors qu'il voyage sur la ligne Yamanote à Tokyo, Taniguchi déplore la vue de la démolition du Rokumeikan, un symbole de l'architecture de l'ère Meiji. Il fait appel à son camarade de collège Tsuchikawa afin qu'il joigne ses efforts pour préserver les bâtiments de l'ère Meiji de style occidental d'importance culturelle ou historique. Le 16 juillet 1962, ils créent une fondation à cette fin, tandis que la Nagoya Railroad fournit le financement. Le Meiji-mura est ouvert le 18 mars 1965 sur les rives du réservoir du lac Iruka, exploité par Nagoya Railroad avec Taniguchi comme directeur du musée qui compte 15 bâtiments.
Bien qu'il soit encore exploité par Nagoya Railroad, une filiale a été créée en 2003 pour superviser le musée et le proche Little World. En raison des récentes pertes financières de la Nagoya Railroad, l'avenir du parc est remis en question. Bien que les travaux de rénovation ont été suspendus pendant un temps, le travail sur le déplacement du Shibakawa Yashiki de Nishinomiya à Kobe a commencé en janvier 2005.[Passage à actualiser]

## Chefs successifs du village
De célèbres acteurs japonais ont servi de chef honoraire du village :
- Musei Tokugawa (1965-1971)
- Hisaya Morishige (1971-2004)
- Shōichi Ozawa (2004-2012)
- Sawako Agawa (2015-)